# Буковинський округ
Букови́нський о́круг (нім. Kreis Bukowina) — адміністративно-територіальна одиниця Королівства Галичини та Володимирії у складі Габсбурзької монархії на території Буковини (1786—1849).

На початковому етапі — Чернівецький округ (нім. Kreis Czernowitz).

## Географічне розташування
Буковинський округ займав територію між Карпатами та Серетом, від середньої течії Дністра приблизно до середньої течії Молдови. Знаходився на сході Австрійської імперії та на південному сході Королівства Галичини та Володимирії.

## Історія
Західна Буковина у складі Габсбурзької монархії перебувала з другої половини 1774-го року. До травня 1775-го як тимчасова військова адміністративно-територіальна одиниця — Чернівецький генералат. Після юридичного закріплення передачі «австрійської Буковини» Габсбургам у травні 1775 року, Чернівецький генералат реорганізовано у Дистрикт Буковина. З 1774 р. до 1786 р. у краї діяла Військова адміністрація.

В оточені Цісаря, при вирішені подальшої долі краю, розглядався варіант його поділу на дві частини. Північну частину (дистрикти Вижниця і Чернівці) планували приєднати до Королівства Галичини та Володимирії, а південну (дистрикти Серет і Сучава, та Довгопільський окіл) до Угорського королівства.
Однак категорично проти таких намірів виступило місцеве населення Довгопільщини (близько 90 % мешканців були етнічними русинами та поляками), яка географічно відділяла (переважно волоську) Сучавщину  від Семигородщини, що змусило відмовитися від цієї ідеї.
Остаточне рішення про майбутнє управління краєм було прийнято 6 серпня 1786, під час перебування у Львові Йосифа II, який своїм Патентом ліквідував Військову Адміністрацію Буковини (як таку, що виконала свою місію в перехідний період) та приєднав Дистрикт Буковина (повністю) до Королівства Галичини та Володимирії як Чернівецький округ, у подальшому перейменовано на Буковинський округ.
В якості адміністративно-територіальної одиниці Королівства Галичини та Володимирії край перебував до 1849 року, коли Франц Йосиф I надав йому статус окремої коронної землі, й утворив Герцогство Буковина.

## Населення
Період перебування краю у статусі округу Королівства Галичини та Володимирії характеризується суттєвим збільшенням кількості населення, в основному, за рахунок переселенців, колонізаторів тощо. Приток фіксувався як волохів з Семигороду так і русинів з Галичини. Німці, поляки, і головним чином євреї приїжджали з різних регіонів.

Якщо станом на 1786 рік населення регіону обчислювалось на рівні 91000 мешканців, то в 1846 році — вже 371131. Для перепису населення 1846 року характерним є те, що вперше у переписні листи було включено пункт «розмовна мова». До цього населення переписували виключно за віросповіданням, що стирало межі між русинами (українцями) та волохами (румунами), узагальнюючи їх як православні.

За результатами перепису 1846 року: русинів (українців) зафіксовано — 180417 чол. (48,6 %), волохів (румунів) — 140625 чол. (37,9 %), інші національності (головним чином німці, євреї, поляки) — 50089 чол. (13,5 %).

Слід наголосити, що такі результати були отримані в межах Буковинського округу в цілому (північна та південні частини).

## Територіальний поділ округу
Буковинський округ ділився на 4 повіти (до 1 серпня 1794 р. — дистрикти) та один окремий окіл:
- Чернівецький повіт (нім. Bezirk Czernowitz).
- Вижницький повіт (нім. Bezirk Wiznitz).
- Серетський повіт (нім. Bezirk Siret).
- Сучавський повіт (нім. Bezirk Suceava).
- Довгопільський окіл (нім. Okres Kimpolung).

Кожен повіт складався з 12 околів по 10 громад у кожному.
У військовій організації Буковинський округ поділявся на Чернівецький і Сучавський полкові райони, у фіскальній сфері — на 8 податкових округів.
Адміністративним центром Буковинського округу було місто Черновиці (нім. Czernowitz).

## Управління округом

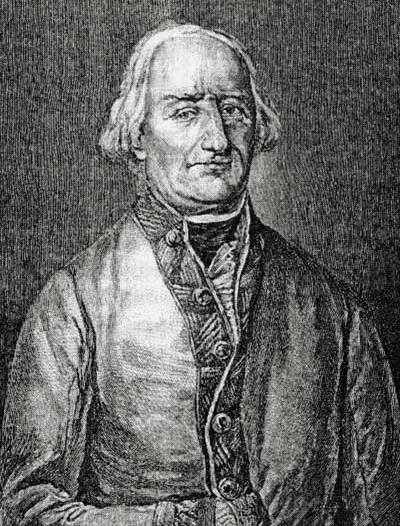
Карл фон Енценберг.

Останнім Головою Військової Адміністрації Буковини був Генерал Карл фон Енценберг, який водночас став і першим керівником Чернівецького округу.

Органом управління округу була Буковинська окружна управа (нім. K. k. Bukowiner Kreisamt), яка безпосередньо підпорядковувалась спеціально створеній Галицькій губернській управі у справах Буковини (нім. K. k. Galizische Statthalterei (Angelegenheiten der Bukowina)) у Львові.

Керував управою окружний староста, якого разом з комісарами призначав особисто Цісар, а решту чиновників — окружний староста самостійно. За 63 роки існування Буковинського округу змінилося 11 окружних старост.
У підпорядкуванні окружних управ перебували повітові управи (нім. K. k Bezirkshauptmannschaften), очолювані повітовими старостами.

Підпорядкованою Буковинській окружній управі, продовжувала діяти Чернівецька міська управа, яку 2 вересня 1832 р. реорганізували в Чернівецький міський магістрат на чолі з бургомістром.

## Характерні риси періоду

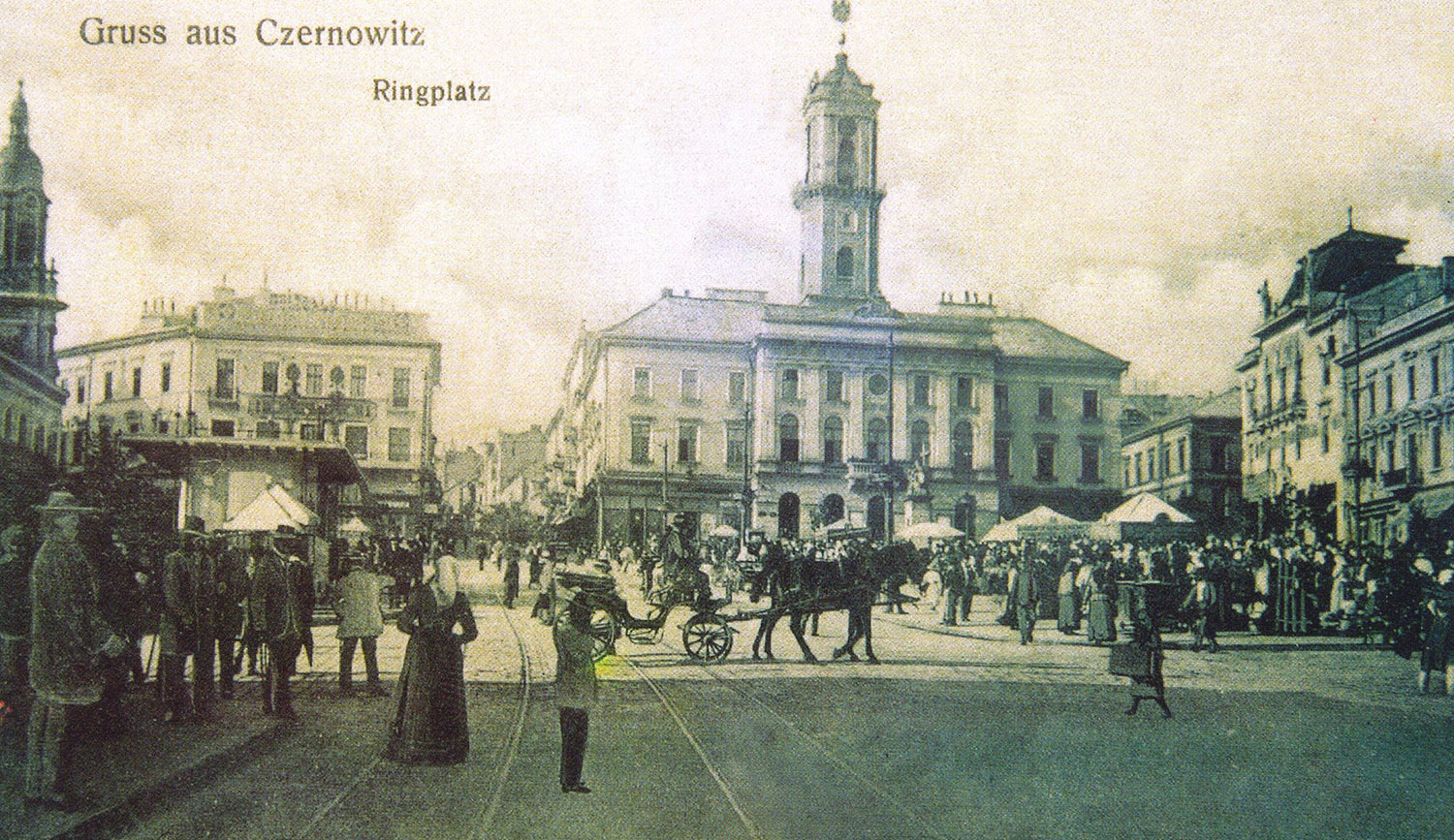
Чернівецька ратуша.

Першочергові зусилля цивільної влади регіону на чолі з Карлом фон Енценбергом було кинуто на підняття економіки краю, запрошували колоністів, купців, ремісників тощо. 1786 року розпочали організовувати щорічні Петрівські ярмарки (1—15 липня), що дало нового імпульсу розвитку як Чернівців так і округу в цілому.
Вже 1788 року у місті налічувалося 20 корчем та 15 пивниць. У 1803 році в окружному центрі було вже 13 ремісничих цехів. На початок XIX ст. Чернівці стають схожі на місто. Завдяки преференціям, які надавалися місцевою владою, розпочався «будівельний бум».

На початок XIX ст. відкрилися кілька навчальних закладів. 1808-го року почала діяти гімназія. В 1827-му відкрили Теологічний інститут.
Після створення Чернівецького міського магістрату (1832) було вирішено збудувати нове приміщення для нього. Протягом 1843—1847 рр. було збудовано міську ратушу у стилі класицизм.

З 1820-х на Буковині запроваджено рекрутський набір до австрійської армії. Служба тривала 14 років і лише з 1845 р. була скорочена до 8.
Державні податки у містах вносилися до місцевих управ та магістрату, в селах їх збирали домінії. На початку XIX ст. середньорічний прибуток австрійської казни від Буковини становив у середньому 1 млн. флоринів. Зникають камералії та регалії. Впорядкування земельних відносин уможливило введення земельного податку. В міру розвитку державного майна в краї формувалися органи управління ним. З 1802 р. розпочав свою роботу інспекторат з державного майна. Продовжувало розвиватися будівельне управління, зростала чисельність оплачуваного державного медичного персоналу. Поступово в краї сформувалася митна служба на чолі з митним інспекторатом у Чернівцях. Організація цивільного управління привела до швидкого росту адміністративного апарату. Так, у 1789 р. в краї налічувалось 206 службовців, у 1804 — 232, у 1817 — 314.

З 1 серпня 1817 року на Буковині протягом чотирьох днів перебували імператор Франц з імператрицею Кароліною. Наступного разу Франц перебував в Чернівцях 1823-го року, коли зустрічався з російським імператором Олександром.

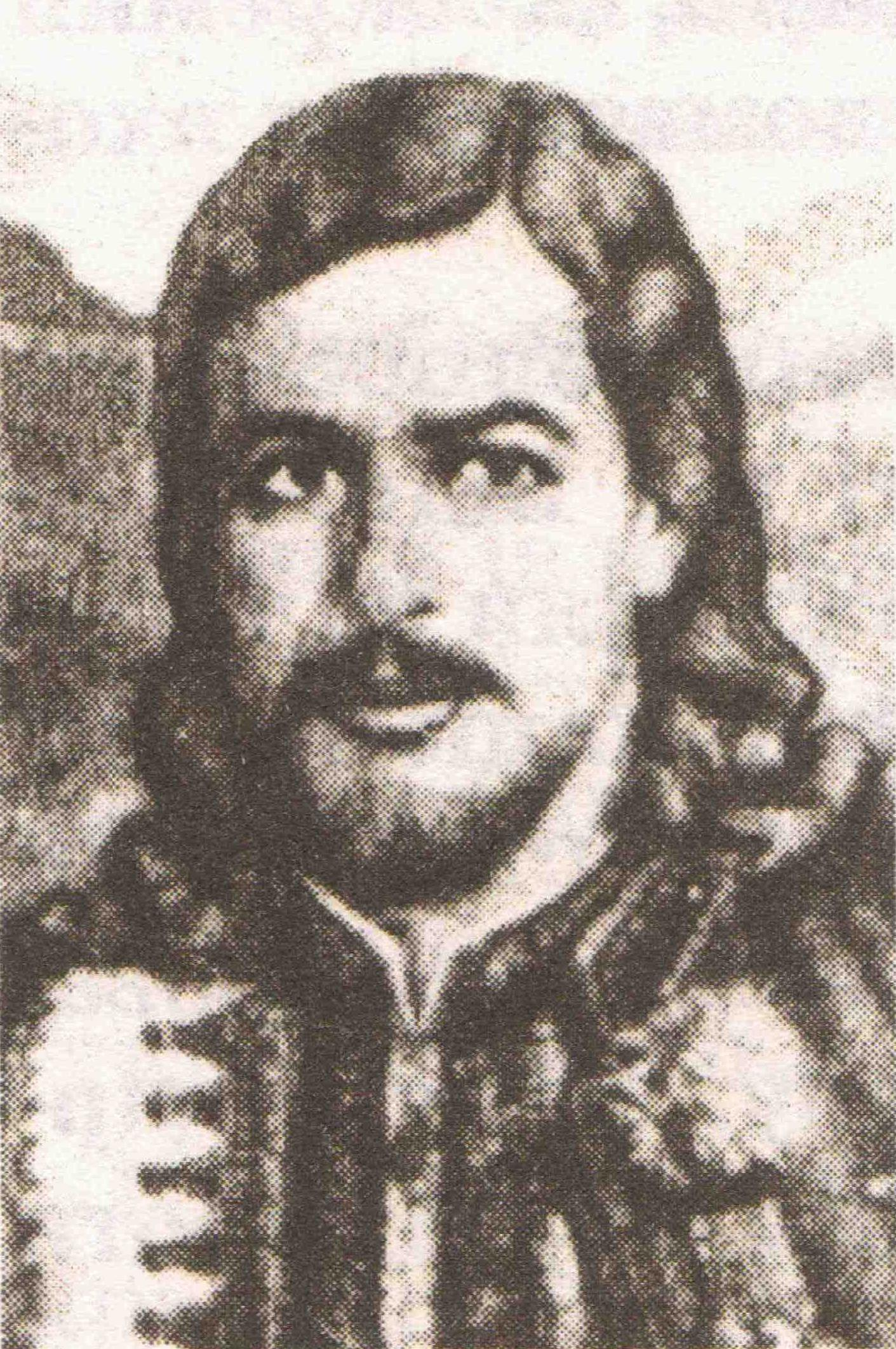
Лук'ян Кобилиця

 Головним наслідком періоду 1787—1848 р.р. стало утвердження цивільного управління у всіх галузях життя краю. Форми цього управління були типовими для всіх провінцій австрійської абсолютної монархії і забезпечували посилення феодального гніту, засилля бюрократії, контролю державних органів над громадськими справами. Особливо складним був цей період з точки зору національних відносин. До політики онімечування додалася ще й полонізація, що мало негативні наслідки для русинів, особливо в культурно-релігійній сфері. Перед місцевими русинами стояв вибір — або бути волохом, або німцем, або у найкращому випадку — поляком. На початок XIX ст. в регіоні практично не було жодного повноцінного навчального закладу з руською мовою викладання. Близько 90 % руського населення були селянами, переважна більшість з них — неграмотні. Незважаючи на все це, буковинські українці (русини) зуміли зберегти свою ідентичність. Значних зусиль в цьому напрямку докладав єпископ православної церкви на Буковині владика Євгеній.
Кріпацтво, зубожіння простого люду, незбалансована національна політика, ставлення до українців (русинів) як до людей «другого сорту» породжували повстанські рухи. Опришківські повстання відбувались на Буковині регулярно протягом усього цього періоду. У 1843—1844 та 1848 роках Лук'ян Кобилиця (простий селянин з путильщини, який став депутатом парламенту Австрії) очолив виступи селян з двадцяти двох буковинських сіл, які відмовилися від повинностей, вигнали чиновників, встановили самоуправління, висунули вимоги щодо відкриття українських шкіл, вільного користування лісами і пасовиськами, зажадали переведення їх на становище державних селян.
На початок XIX ст. в регіоні зароджується «рух за відокремлення Буковинського округу від Королівства Галичини та Володимирії». Цей рух був інспірований місцевою волоською верхівкою, оскільки останні почали усвідомлювати своє хитке становище в регіоні, який все більше відновлював свій «галицький дух». Рух значно посилився ближче до сер. XIX ст. — коли у дунайських князівствах набрав обертів рух за Об'єднане князівство Волощини і Молдови. Активісти «руху за відокремлення Буковинського округу від Королівства Галичини та Володимирії» переслідували мету якщо не долучитись відразу до Об'єднаного князівства Волощини і Молдови, то принаймні приєднати «австрійську Буковину» до Трансильванії, в якій волоське населення мало більшість і займало панівне становище. В силу різних обставин до цього руху долучився й владика Євгеній, який також підписував петиції до Цісаря. Водночас, після відокремлення Буковинського округу від Королівства Галичини та Володимирії виступив категоричним противником приєднання до Трансильванії.